# Стрюково (Вологодская область)
Стрюково — деревня в Великоустюгском районе Вологодской области.
Входит в состав Верхневарженского сельского поселения, с точки зрения административно-территориального деления — в Верхневарженский сельсовет.
Расстояние по автодороге до районного центра Великого Устюга — 69 км, до центра муниципального образования Мякинницыно — 4 км. Ближайшие населённые пункты — Митихино, Удачино, Макарово, Малиново.
По переписи 2002 года население — 37 человек (20 мужчин, 17 женщин). Преобладающая национальность — русские (97 %).